# گواوا برزیلی
 گواوا برزیلی(نام علمی: Psidium guineense) نام یک گونه از سرده گواوا است.